# 임경업 초상
임경업 초상(林慶業 肖像)은 대한민국 충청북도 충주시 살미면 세성리에 있는 조선시대의 조선 중기의 무신인 충민공 임경업(1594∼1646) 장군의 초상화이다. 1995년 6월 30일 충청북도의 유형문화재 제179호로 지정되었다.

## 개요
조선 중기의 무신인 충민공 임경업(1594∼1646) 장군의 초상화이다.
임경업은 광해군 10년(1618) 무과에 합격하였으며 인조 대에 일어난 이괄의 난을 평정하는데 공을 세우기도 했다.
초상화는 시선이 정면을 향하고, 구름무늬 바탕의 관복을 입고 앉은 전신좌상으로, 가로 90cm, 세로 160cm의 크기이다. 비단 바탕에 채색하여 그렸는데, 공이 47세 때에 명나라 황제에게 모습을 보이기 위하여 명나라 화공이 그렸다고 전한다. 얼굴의 선을 짙게 그려 안정적인 인상을 주며 옷 주름은 붓으로 죽죽 그어내려 도안같은 느낌을 주고 있다. 관복의 가슴과 등에 있는 흉배의 모양은 인조 때에 나라에 공이 컸던 무신에게 내렸던 독특한 문양이다. 그림의 배경에 보이는 탁자 위에는 소나무와 대나무 및 매화가 꽂혀있는 백자 화병이 있고, 금빛 연꽃받침에는 해태모양의 향로가 놓여 있는데 향로의 연기가 실타래처럼 피어오르고 있다. 특히 주인공의 뒤에 배치한 탁자는 매우 독특한 발상인데, 그 위로는 용을, 아래로는 인물산수를 그려놓았다.
초상화가 보존되고 있는 장군의 별묘 앞쪽에는 쌍성각이 건립되어 있는데, 이는 정조 12년(1788) 임경업 장군과 그의 부인 전주이씨의 충절을 기리기 위하여 세운 각으로, 이씨부인의 지순함과 충열을 현판에 기록하여 함께 전하고 있다.

## 같이 보기
- 임경업

## 참고 자료
- 임경업 초상 - 국가유산청 국가유산포털